# Autobuses Urbanos de Torrox
Autobuses Urbanos de Torrox es el nombre bajo el cual la empresa  de transportes opera el servicio de autobuses urbanos en el municipio de Torrox (provincia de Málaga, España). El servicio está compuesto por dos líneas regulares. Ambas líneas tienen origen en Torrox Pueblo. La L1 se dirige hacia El Morche a través de Torrox Costa. La L2 termina en Torrox Park tras atravesar El Morche.

## Líneas
| Línea | Trayecto                          | Primer autobús                                          | Último autobús           |
| ----- | --------------------------------- | ------------------------------------------------------- | ------------------------ |
| L1    | Torrox - Torrox Costa - El Morche | 7:30 ida / 7:50 vuelta (8:15 y 8:45 sábados y festivos) | 20:30 ida / 19:45 vuelta |
| L2    | Torrox - El Morche - Torrox Park  | 9:00 ida / 7:45 vuelta                                  | 14:00 ida / 12:15 vuelta |